# Эсперов, Николай Евгеньевич
Эсперов Николай Евгеньевич (3 октября 1892 или 4 ноября 1893, с. Сорочьи Горы, Казанская губерния — после 1945) — российский учёный-юрист и историк. Значительную часть жизнь прожил в Харбине.

## Биография
Учился во Второй Иркутской студенческой школе прапорщиков (окончил в 1916 году в звании прапорщика), а также на историко-филологическом факультете Казанского университета (не окончил). Участвовал в Первой мировой войне и Гражданской войне (служил в войсках Восточного фронта). После падения адмирала Колчака эмигрировал в Харбин.
В 1923 году окончил Харбинский юридический факультет и был оставлен при факультете для подготовки к научной деятельности. В 1926—1928 году проживал в Париже (был направлен Харбинским юридическим факультетом, который не имел возможности проэкзаменовать Эсперова на научную степень), где выдержал экзамен на степень магистра истории русского права и получил звание приват-доцента по кафедре истории русского права.
По возвращении в Харбин работал на кафедре истории русского права Юридического факультета, при этом с 1928 года занимал должность доцента Харбинского педагогического института, а с 1934 года стал профессором. После закрытия Юридического факультета (произошедшего в 1937 году) перебрался в город Дайрен, работал в железнодорожном управлении.
В 1945 году был арестовал, перевезён в СССР и осуждён на 10 лет ИТЛ. В 2002 году был реабилитирован.

## Работы
В «Вестнике китайского права. Сборник 2». Харбин, 1931 напечатана его статья «Современная конституция Китая (агитационно-воспитательного периода)». Она же опубликована отдельной брошюрой.
Кроме того, автор работ по истории Древней Руси, частности структуре власти в древнерусских княжествах.
Им также издана статья «Монголия и Россия». (О юридической природе так называемого татарского ига). В означенных работах нашли своё звучание исторические аспекты международного права.